# Proteales
Proteales es el nombre de un taxón de plantas ubicado en la categoría taxonómica de orden, perteneciente a las angiospermas eudicotiledóneas (Eudicotyledoneae), entre las que ocupan una posición basal. La circunscripción del grupo ha variado mucho, y si bien siempre estuvo Proteaceae (la familia tipo) en él, en sistemas de clasificación anteriores como el de Cronquist (1981, 1988) el orden estaba compuesto por familias muy diferentes de las que se reconocen hoy en día. Tanto los análisis de morfología como los análisis moleculares de ADN (sobre las secuencias rbcL, atpB y ADNr 18S) sostienen que Proteaceae junto con Platanaceae y Nelumbonaceae forman un clado, hoy reconocido como Proteales (Chase et al. 1993, Hufford 1992, Manos et al. 1993, Soltis et al. 1997, 2000).
En los modernos sistemas de clasificación de plantas (el APG III del 2009, el APWeb de 2001 en adelante) el orden es reconocido como circunscripto por esas familias. Pero por ejemplo en el sistema de clasificación de Cronquist, el más seguido hasta hace pocos años en los Estados Unidos, el orden se definía de diferente manera, incluyendo a Proteaceae y Elaeagnaceae (familia que incluye a Elaeagnus angustifolia, el árbol del paraíso).

## Caracteres
Ceras de la epidermis con túbulos (en 2 de los 3 taxones circunscriptos), siendo la cera principal el nonacosan-10-ol; estípulas alrededor del tallo (en 2 de los 3 taxones circunscriptos); 1-2 óvulos péndulos por carpelo, con el estigma seco, el desarrollo del endosperma se conoce poco pero parece que es poco o no existe, el embrión es largo.
A la fecha de edición de este artículo (agosto del 2007) no hay suficiente información sobre los nodos, sobre los dientes de las hojas, sobre el tegumento de la semilla ni sobre el desarrollo del endosperma.
Para variaciones en la microsporogenesis y morfología del polen, ver Furness y Rudall (2004).

## Diversidad
Las tres familias del orden son:

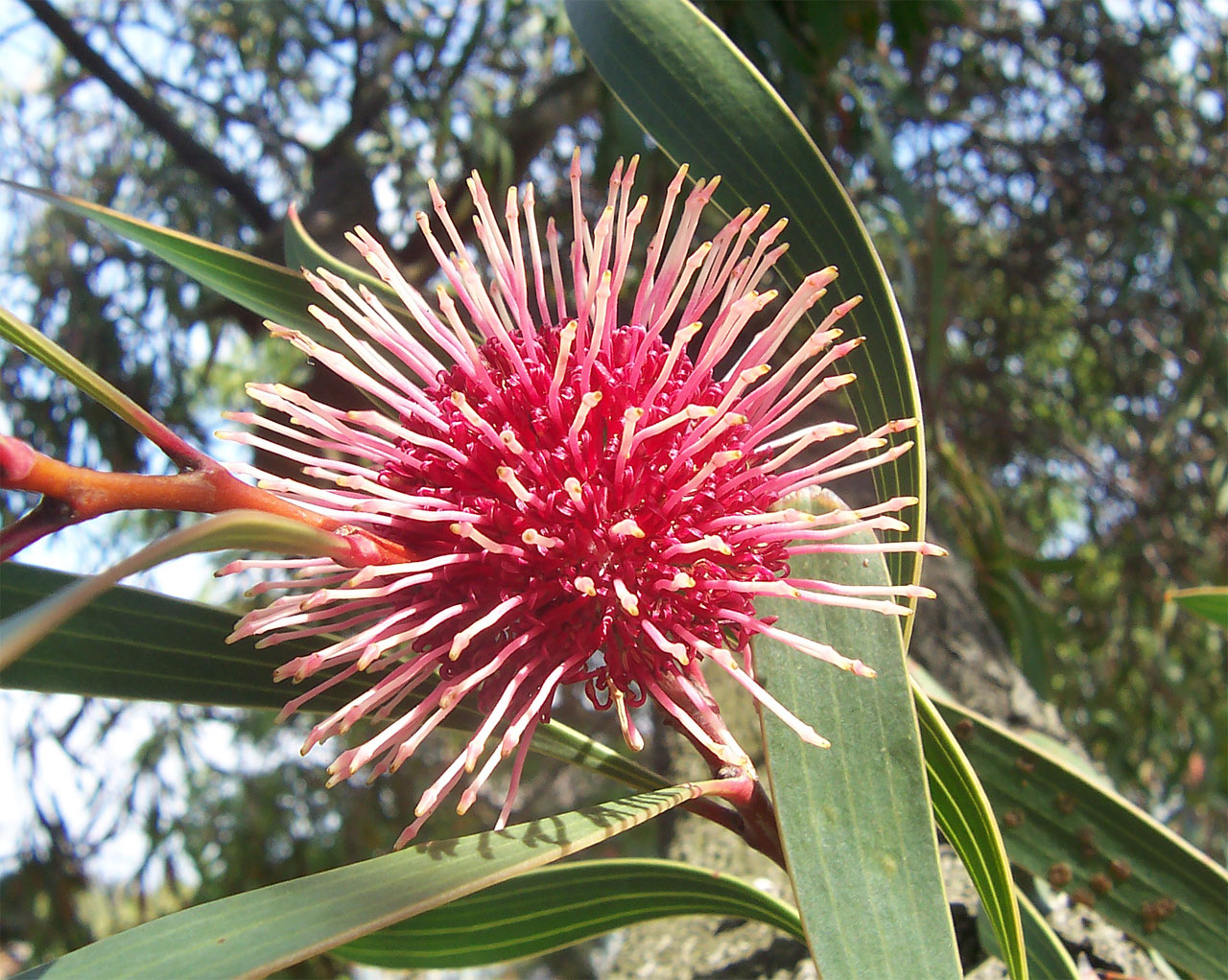
Hakea laurina, una proteácea de Australia Occidental.

Familia Proteaceae (género tipo Protea). Árboles de las regiones tropicales y templadas de las regiones continentales derivadas de Gondwana (África, Australia, Sudamérica, India). Las proteáceas producen grandes y vistosas inflorescencias polinizadas por la mayor diversidad de animales, incluso pequeños mamíferos. Incluye géneros notables como Protea, Banksia, Grevillea, Hakea o Macadamia, que produce nueces comestibles. Muchas proteáceas están adaptadas a la polinización por aves, que en el caso de las australianas, serán sobre todo de la familia Meliphagidae. Proteaceae son plantas leñosas que pueden ser reconocidas por los rayos amplios en la madera, la superficie de la cual es arrugada, las láminas de las hojas usualmente bastante escleromórficas ("scleromorphic" en inglés) y coriáceas, con dientes bastante distantes (o no) y un retículo prominente, la base de las hojas crecida, y el a veces corto pecíolo. Las flores 4-meras son usualmente agregadas en inflorescencias conspicuas, el perianto puede ser monosimétrico y curvo y los estambres son opuestos a los miembros del perianto, el carpelo único usualmente con estilo largo.
Familia Platanaceae (género tipo Platanus, el plátano de sombra) árboles del Hemisferio Norte. Platanus x hispanica, un híbrido, es uno de los árboles de sombra más frecuentemente plantados en ciudades de clima templado o subtropical. Platanaceae es una familia muy fácil de distinguir. La madera se exfolia en láminas características, las hojas tienen estípulas foliosas que rodean totalmente el tallo, la base del pecíolo encierra el pimpollo axilar, y las láminas tienen venación subpalmada. Platanus kerrii tiene una forma vegetativa un poco diferente de las demás especies, con estípulas que son más o menos escamosas, un pimpollo axilar no encerrado por la base del pecíolo, y venación pinada. En todas las especies, las inflorescencias son globosas y polinizadas por el viento, y formadas por numerosas flores pequeñas, los frutos son pequeños aquenios dotados de un vilano.
Familia Nelumbonaceae (género tipo Nelumbo), plantas acuáticas que se llaman lotos o nenúfares, aunque no están especialmente emparentadas con los nenúfares de la familia Nymphaeaceae. Nelumbonaceae son fácilmente reconocibles por sus hojas peltadas con venación principalmente dicotómica, que son sostenidas por encima del agua como parasoles, y sus flores que son parecidas a las de las ninfáceas pero tienen carpelos libres inmersos en un receptáculo grande y obcónico.

## Filogenia
Introducción teórica en Filogenia
Chase et al. (1993) y Drinnan et al. (1994) encontraron que Platanaceae y Nelumbonaceae eran clados hermanos, si bien Barthlott et al. (1996) encontró que las ceras de la cutícula de Platanaceae y Nelumbonaceae eran muy diferentes. Si bien el orden es pequeño, se lo ve incómodamente heterogéneo; aunque tenga un apoyo moderado de los análisis moleculares de ADN (APG 1998, APG II 2003, Chase et al. 1993, Hufford 1992, Manos et al. 1993, Soltis et al. 1997, 2000). Hayes et al. (2000) enfatizan que hay solo 2 sépalos en Nelumbo, y posiblemente el orden entero pueda ser caracterizado por poseer flores dímeras (ver Doyle y Endress 2000 para Proteaceae).

## Taxonomía
Introducción teórica en Taxonomía
Sinónimos: Nelumbonales Willkommen y Lange, Platanales J. H. Schaffner, Proteanae Takhtajan, Nelumbonanae Reveal, Nelumbonidae Takhtajan, Nelumbonopsida Endlicher, Proteopsida Bartling.
Circunscripción sensu APG III y APWeb: 3 familias, 82 géneros, 1.610 especies.
- Proteaceae
- Platanaceae
- Nelumbonaceae

Siendo Proteales un orden de eudicotiledóneas basal (es decir, no perteneciente a la clase Gunneridae).
Coinciden con esa circunscripción los anteriores: APG II 2003, APG 1998.
Thorne (2007) incluye el orden, varias veces dividido, con los Sabiales y los Buxales, en su heterogéneo Ranunculidae.
Nelumbonaceae solía ser asociado con Nymphaeaceae, porque los dos tenían superficialmente flores y cuerpo parecidos, siendo los dos acuáticos. Takhtajan (1997) removió a Nelumbonaceae de las vecindades de Nymphaeales, pero lo consideró un grupo muy aislado y lo puso dentro de su propia subclase Nelumbonidae.

## Evolución
Tanto Nelumbonaceae como Platanaceae poseen fósiles en el Albiense (al final del Cretácico temprano, datados en unos 106 y 110 millones de años respectivamente, ver Upchurch y Wolfe 2005).
Anderson et al. (2005), usando datos fósiles y moleculares, datan a todos los parientes fósiles extintos antes de la aparición de los grupos vivientes (lo que en paleontología se llamaría el "grupo troncal" Platanales) en unos 121-119 millones de años, la divergencia habría comenzado hace 121-115 millones de años. Al menos desde el punto de vista molecular, tanto Platanus como Nelumbo pueden ser considerados fósiles vivientes (Sanderson y Doyle 2001).